# Pascal Klemens
Pascal Klemens (* 23. Februar 2005 in Berlin) ist ein deutscher Fußballspieler. Der Abwehrspieler steht bei Hertha BSC unter Vertrag.

## Karriere

### Vereine
Nach seinen Anfängen in der Jugend des 1. FC Wacker Lankwitz und von Hertha 03 Zehlendorf wechselte er im Sommer 2015 in die Jugendabteilung von Hertha BSC. Für seinen Verein bestritt er 13 Spiele in der B-Junioren-Bundesliga und 12 Spiele in der A-Junioren-Bundesliga, bei denen ihm insgesamt vier Tore gelangen. Ab Frühjahr 2023 kam er zu ersten Einsätzen für die zweite Mannschaft in der Regionalliga Nordost und kam auch zu seinem ersten Profieinsatz in der Bundesliga, als er am 27. Mai 2023, dem 34. Spieltag, beim 2:1-Auswärtssieg gegen den VfL Wolfsburg in der Startformation stand. Ende Mai 2023 unterschrieb er bei seinem Verein seinen ersten Profivertrag bis 30. Juni 2026.

### Nationalmannschaft
Klemens bestritt seit dem Jahr 2021 für die U17- und U18-Nationalmannschaft des DFB bis Ende März 2023 insgesamt sechs Länderspiele. Vom 11. bis 17. Oktober 2023 wurde er dreimal in der U19-Nationalmannschaft eingesetzt.

## Titel
- Meister der A-Junioren-Bundesliga Nord/Nordost: 2023, 2024
- Meister der B-Junioren-Bundesliga Nord/Nordost: 2022